# John Munroe Longyear

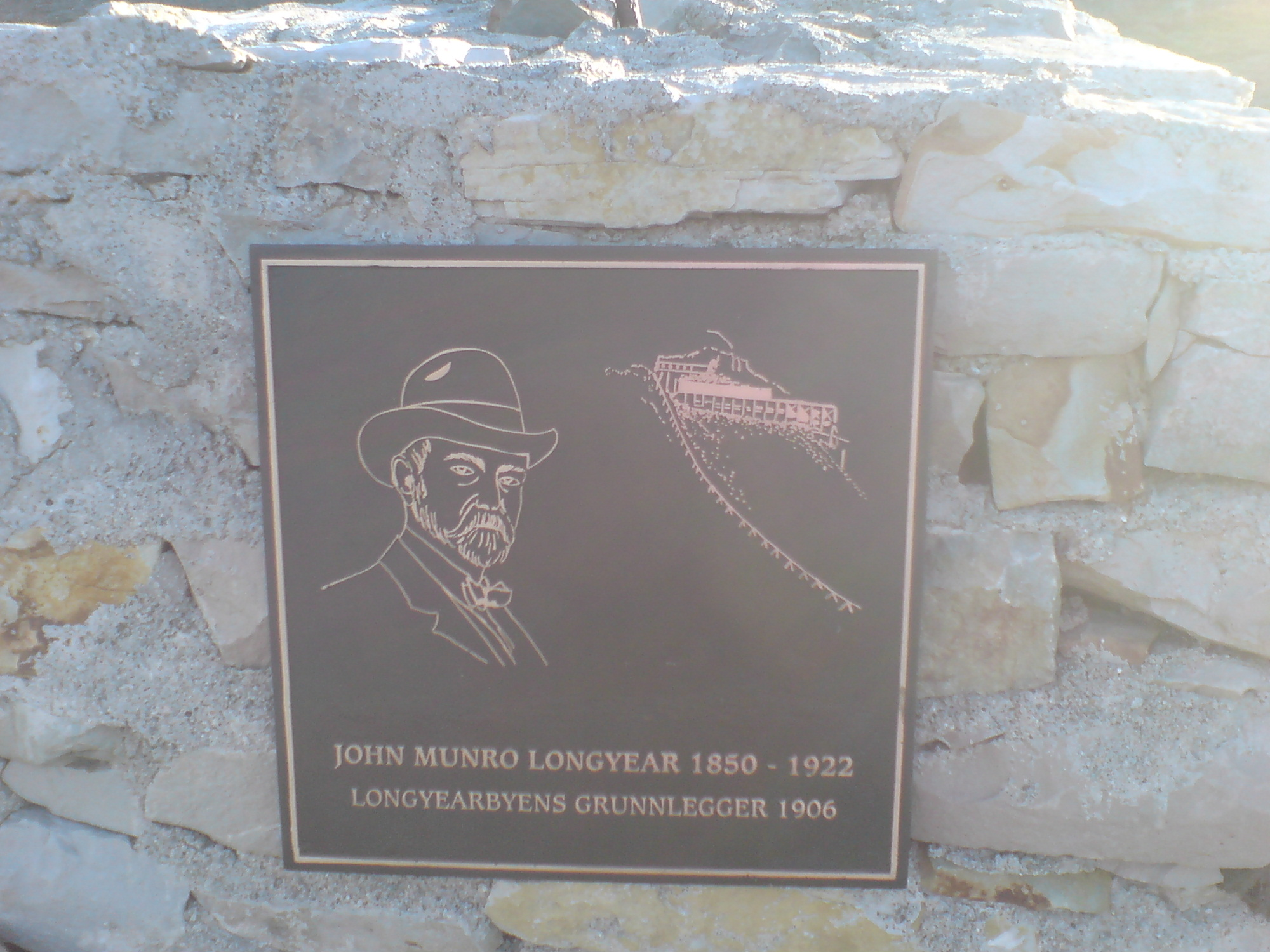
John Munroe Longyear

John Munroe Longyear, född 15 april 1850 i Lansing, Michigan, död 28 maj 1922 i Brookline, Massachusetts, var en amerikansk affärsman och grundare av det amerikanska företaget Arctic Coal Company som bedrev gruvdrift i Longyearbyen i Svalbard. 
John Munroe Longyear besökte första gången Spetsbergen som turist 1901 på det tyska ångfartyget Auguste Victoria, som tillhörde Hamburg-Amerikalinjen. Där mötte han i Recherchefjorden en norsk kolprospekteringsexpedition, som hade skickats ut av Christian Michelsen i Bergen. År 1903 besökte han en järnmalmsfyndighet i Nord-Norge och också Spetsbergen. I Adventfjorden sammanträffade han med ishavsskepparen Henrik B. Naess, som gav honom kolprover och uppgifter om kolfält vid fjorden. År 1904 köpte han tillsammans med sin kompanjon Frederick Ayer kolinmutningar på den västra sidan av Adventfjorden. Året därpå köpte han fler inmutningar i trakten genom en expedition som leddes av hans kusin William D. Munroe (död 1907). 
Han och Ayer grundade Arctic Coal Company 1906 och bolaget började samma sommar bygga upp Longyear City. Arctic Coal Company såldes 1916 till Store Norske Spitsbergen Kulkompani A/S, men Longyear kvarstod som en av aktieägarna i detta företag.